# Laocheng (socken i Kina, Shandong, lat 36,23, long 116,77)
Laocheng (kinesiska: 老城街道, 老城) är en socken i Kina. Den ligger i provinsen Shandong, i den östra delen av landet, omkring 51 kilometer sydväst om provinshuvudstaden Jinan. Antalet invånare är 66057. Befolkningen består av 32 801 kvinnor och 33 256 män. Barn under 15 år utgör 14,0 %, vuxna 15-64 år 75 %, och äldre över 65 år 10,0 %.
Genomsnittlig årsnederbörd är 814 millimeter. Den regnigaste månaden är juli, med i genomsnitt 274 mm nederbörd, och den torraste är januari, med 7 mm nederbörd.